# Röda bergen
För stadsdelen i Helsingfors, se Rödbergen.

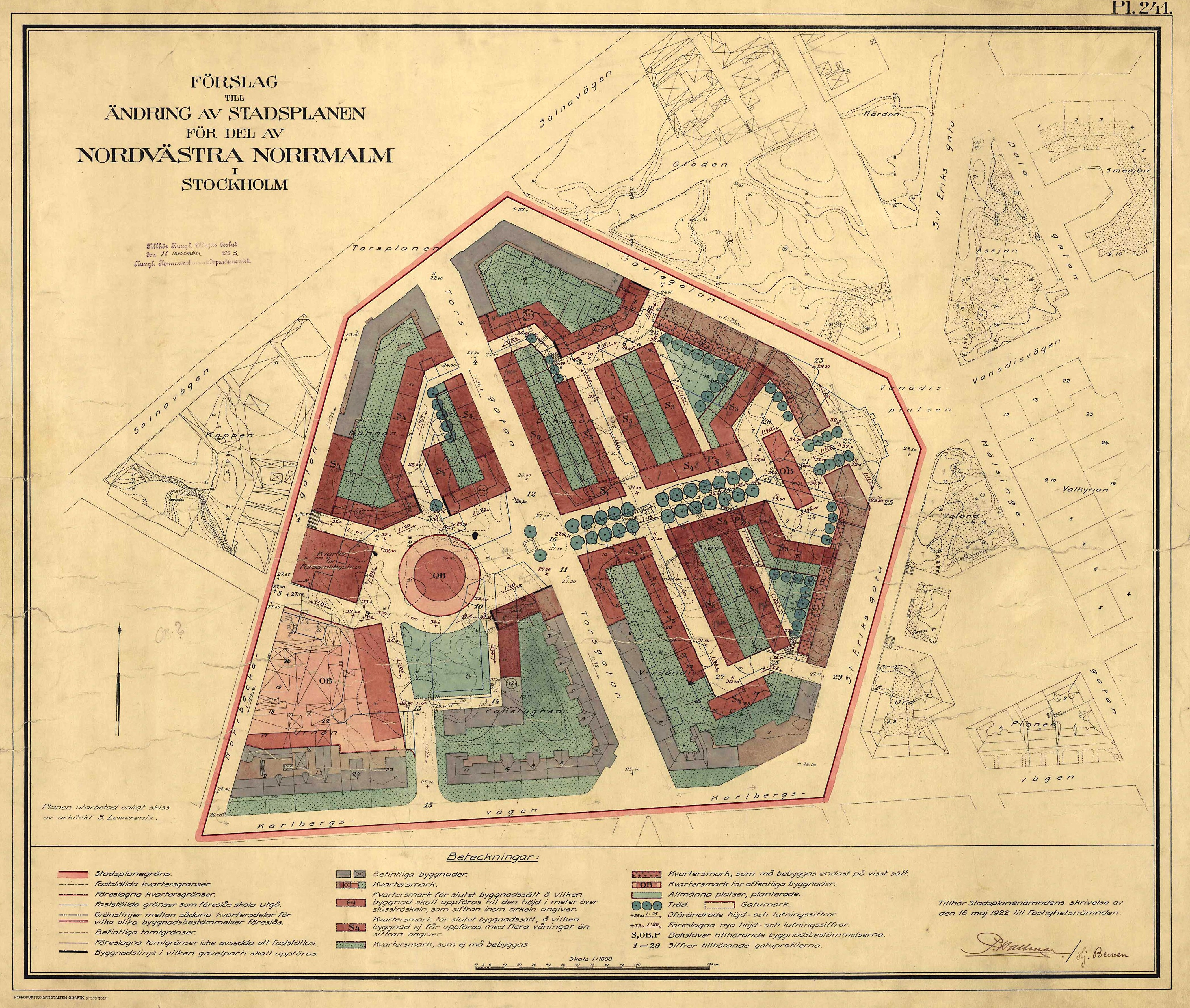
Stadsplan från 16 maj 1922 för "Röda bergen", signerad av P.O. Hallman. Planen vann laga kraft den 16 november 1923 och gäller än idag.

Röda bergen  eller Rödabergsområdet är ett informellt område och basområde i nordvästra delen av Vasastan i Stockholms innerstad. Området avgränsas av gatorna Karlbergsvägen, Norrbackagatan, Gävlegatan och Sankt Eriksgatan. Torsgatan delar området i två hälfter. Basområdet "Rödaberget" hade en folkmängd på 3548 personer år 2005.
Röda bergen utgör Stockholms största samlade innerstadsmiljö som präglas av 1920-talets stadsplaneideal och byggnader i storgårdskvarter. De grönskande miljöerna var det stadsmässiga svaret på trädgårdsstaden. Anläggandet av stadens mark samordnades med den enskilda för att skapa en genomarbetad stadsmiljö av hög kvalitet. Röda Bergen är därför som helhet sedan 1987 kulturskyddat som riksintresse. Stockholms stadsmuseum har bedömt att Rödabergsområdet har synnerligen stort kulturhistoriskt värde, vilket gäller såväl byggnadernas yttre som hela stads- och parkmiljön.

## Namn och tidig historia
Namnet Röda bergen har formen Röda bärget på Petrus Tillæus karta från 1733. Det syftar troligen på den rödfärgade granit som stadsdelen vilar på. Området hörde till byn Rörstrands utmark och var ännu vid 1800-talets mitt en lantlig trakt, där vargen går ofta nära intill staden och under vintern synes den ej sällan på Rörstrands hage... 

## Hallmans stadsplan

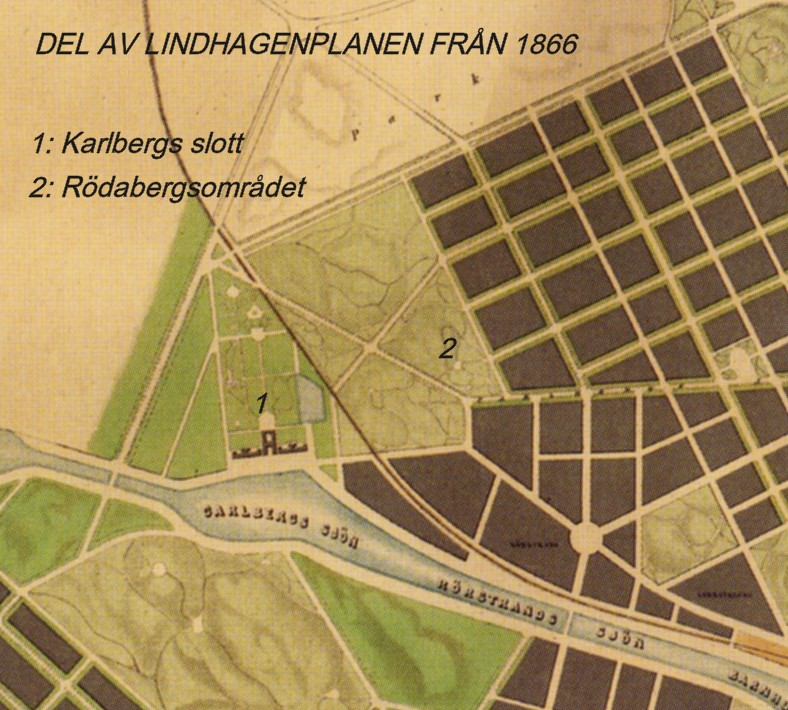
Lindhagenplanen från 1866 för "Röda berget" visade ett delvis obebyggt grönområde.

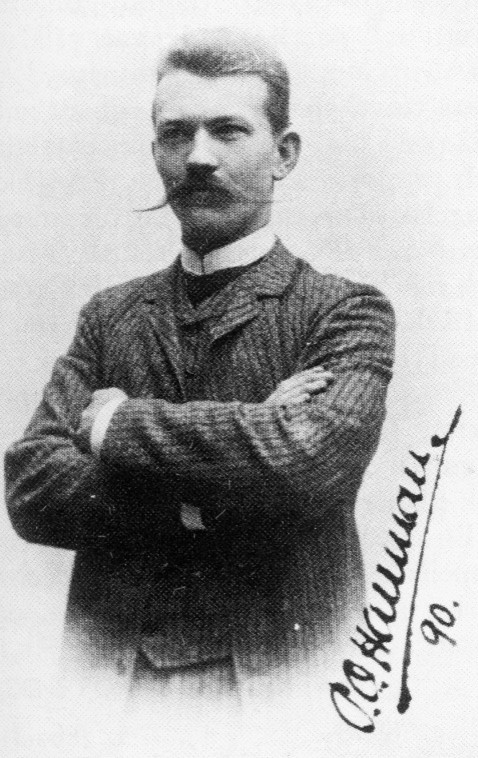
P.O. Hallman 1890

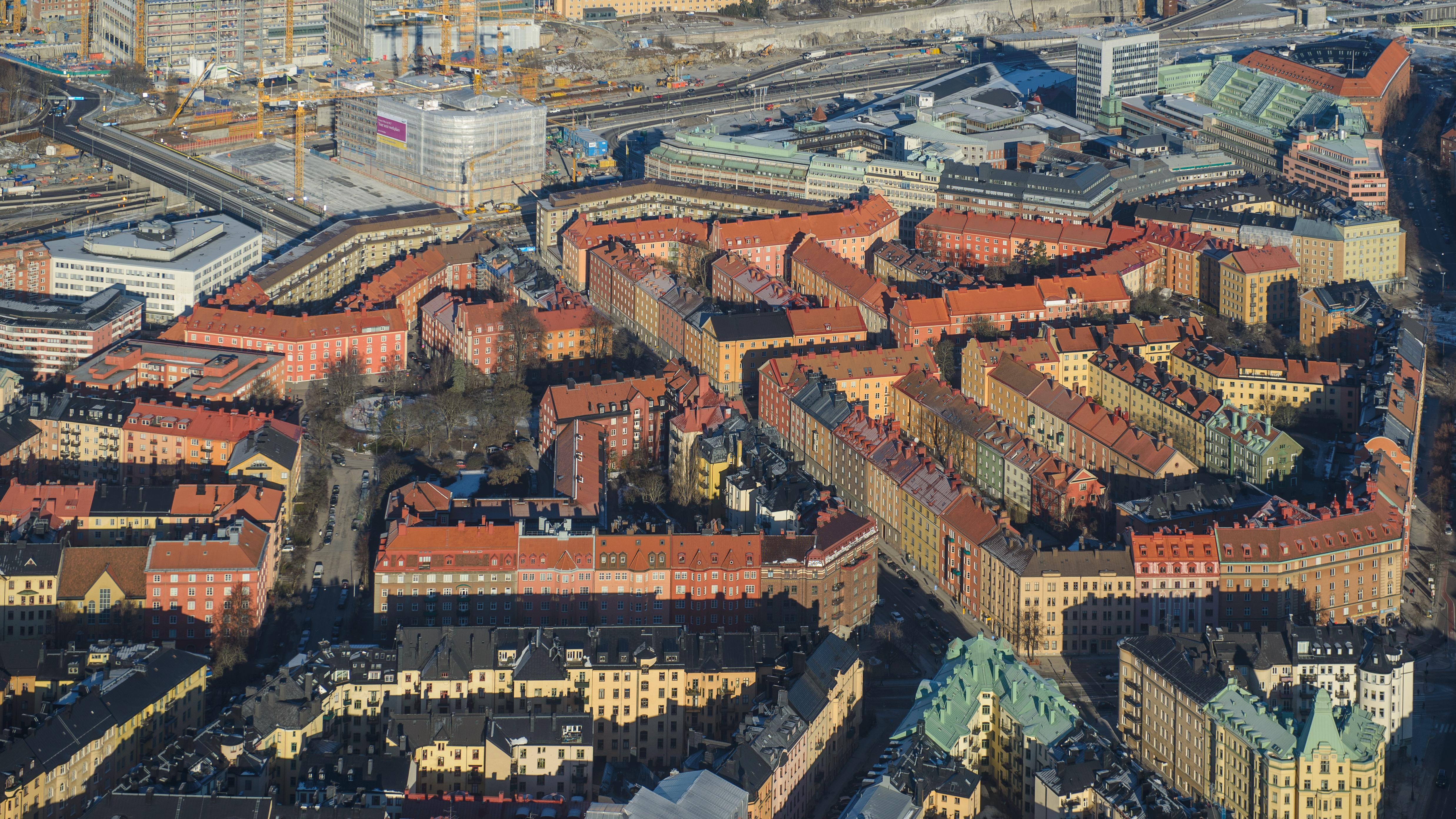
Röda bergen 2013.

År 1866 upprättades en generalplan för nordvästra Norrmalm som var en del av Albert Lindhagens Lindhagenplanen. Västra delen av nuvarande Röda bergen lämnades till en början orört, det var kuperat och svårbebyggt. I övrigt planerades, helt enligt dåtidens stadsplaneideal, alléer, esplanader, stjärnplatser och rektangulära kvarter. (Se även Industrialismens stadsplanering i Stockholm)
Stadsplaneraren Per Olof Hallman (sedermera stadsbyggnadsdirektör i Stockholm åren 1922-1927) var motståndare till spikraka, långa gator och fyrkantiga kvarter. Kring sekelskiftet 1900 gjorde sig ett nytt, mera romantiskt stadsplaneideal gällande; nu skulle det vara mjuka linjer, småskalighet och anpassning till terrängen. Initiatorn för dessa idéer var den österrikiska arkitekten Camillo Sitte och Hallman introducerade hans lära i Sverige.
Rödabergsområdet var som skapat för Hallmans nya idéer och 1909 lämnade han ett första stadsplaneförslag, som innehöll två egnahemsområden inneslutna av fyra- och femvånings hyreshus vid de omgivande större trafiklederna. Till egnahemsområdena ledde 12–15 meter breda gator, dessa vidgade sig ibland till 20 meter. I västra delen lämnades två öppna platser obebyggda och plats reserverades för offentliga monumentalbyggnader som kyrka, skola och församlingshus, dessa kom dock aldrig till utförande.
Hallmans stadsplan för Rödabergsområdet avvek helt från Lindhagens raka linjer, istället utnyttjade han terrängens naturliga möjligheter och åstadkom genom sina brutna kvartersformer intressanta växlingar i vyer och gatuperspektiv. Vid planens utformning samarbetade Hallman förmodligen med Stockholms Mauritz Hammarberg (stadsträdgårdsmästare i Stockholm mellan 1906 och 1936), vars idéer om trädgårdskonst samspelte med Hallmans.
I maj 1922 presenterade Hallman stadsplanenämndens slutgiltiga Förslag till ändring av stadsplan för del av Nordvästra Norrmalm i Stockholm, som fortfarande gäller än idag (2010). Planen hade skissats av arkitekten Sigurd Lewerentz på stadsarkitekten Sigurd Westholms initiativ. I detta förslag hade egnahemsområdena ersatts av flerbostadshus och planen hade blivit något striktare jämförd med Hallmans tidigare förslag. I stockholmspressen kommenterades förslaget som Landtlif midt i Stockholm ... Om planen håller vad den lovar kommer Stockholm här att få en landtlig idyll midt uppe i storstads-lifvet.
Samtidigt med planen för Rödabergsområdet antogs stadsplan för Lärkstaden, även bakom den stod Hallman. Men Lärkstaden med sina radhus var avsedd för välsituerade stockholmare, medan trakten kring Röda bergen var främst en arbetarstadsdel.

## Bebyggelse
År 1902 började de första hyreshusen uppföras, alltså långt innan stadsplanen för hela området hade vunnit laga kraft. Samtliga byggnader byggda före 1923 låg utmed Sankt Eriksgatan, Karlbergsvägen och Torsgatan och bildar sammanhängande fasadlängor.
I oktober 1923 hade kristidens bostadsrestriktioner hävts och hyresstegringslagen från 1917 slopats. Detta, tillsammans med statliga lån för mindre bostäder ledde till att byggnadsproduktionen kom igång på allvar. Under år 1924 beviljades tjugofyra byggnadslov och under 1925 ytterligare tio.

### Historiska bilder

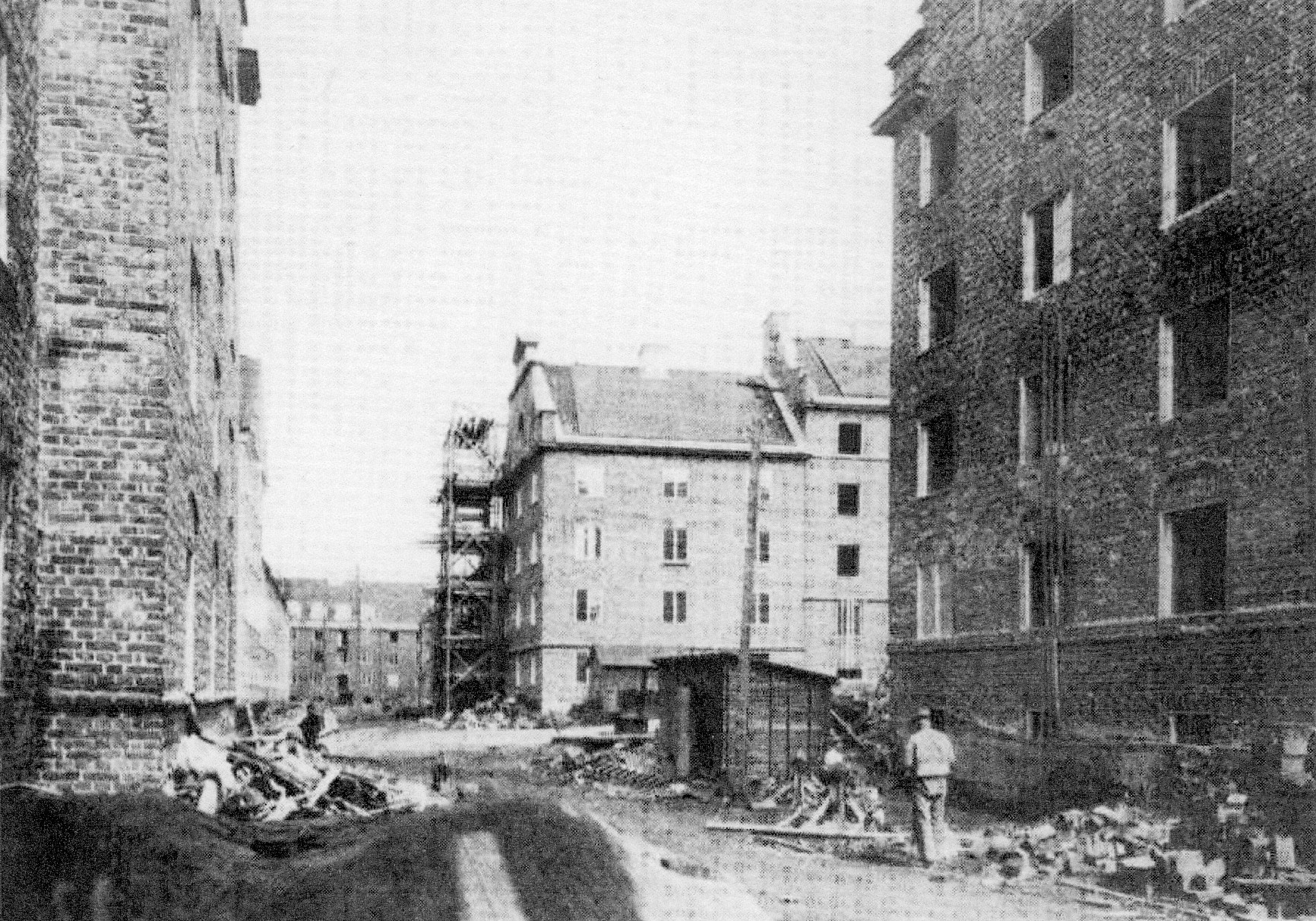
Byggarbeten längs Falugatan 1925
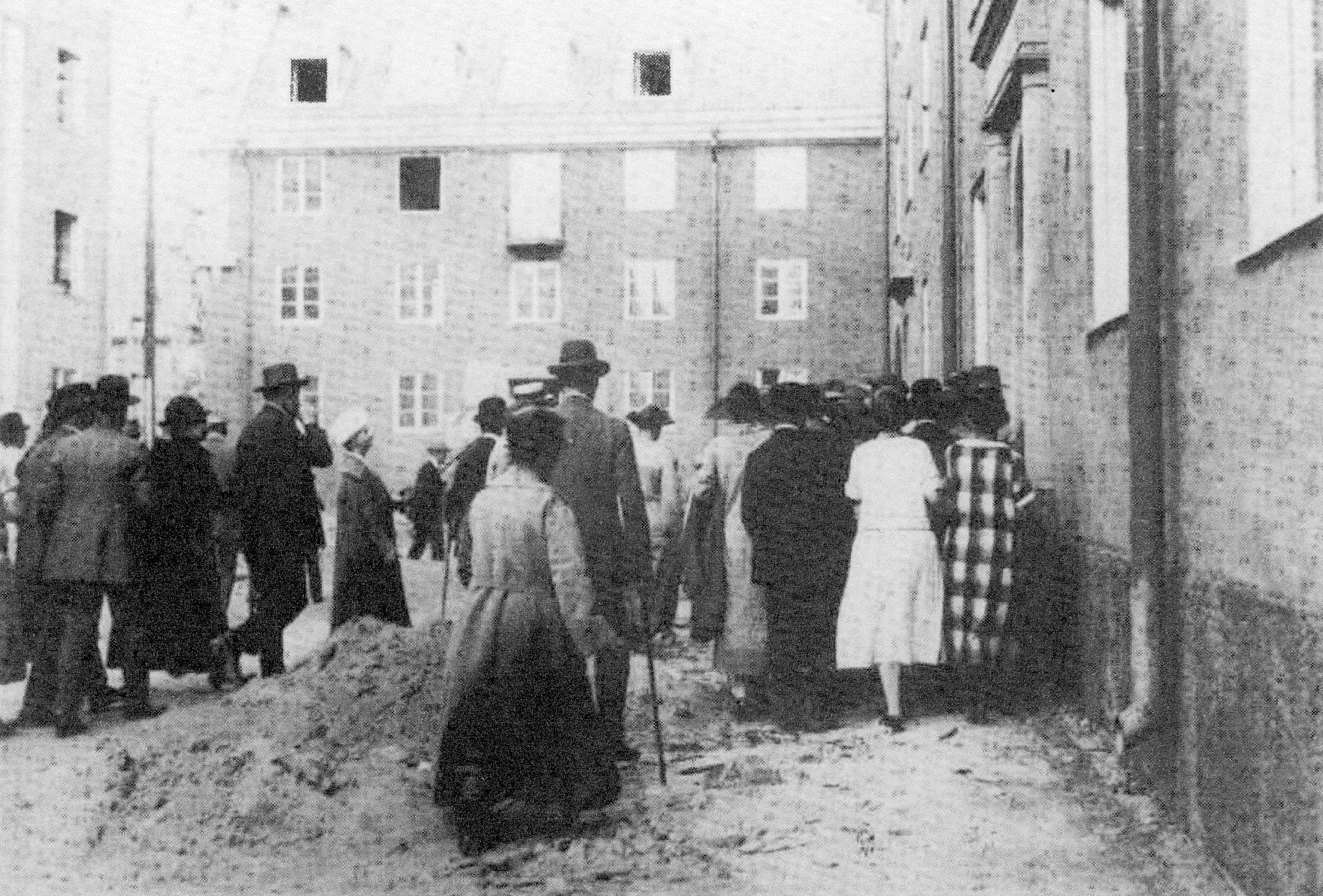
HSB:s visning vid Falugatan 1925
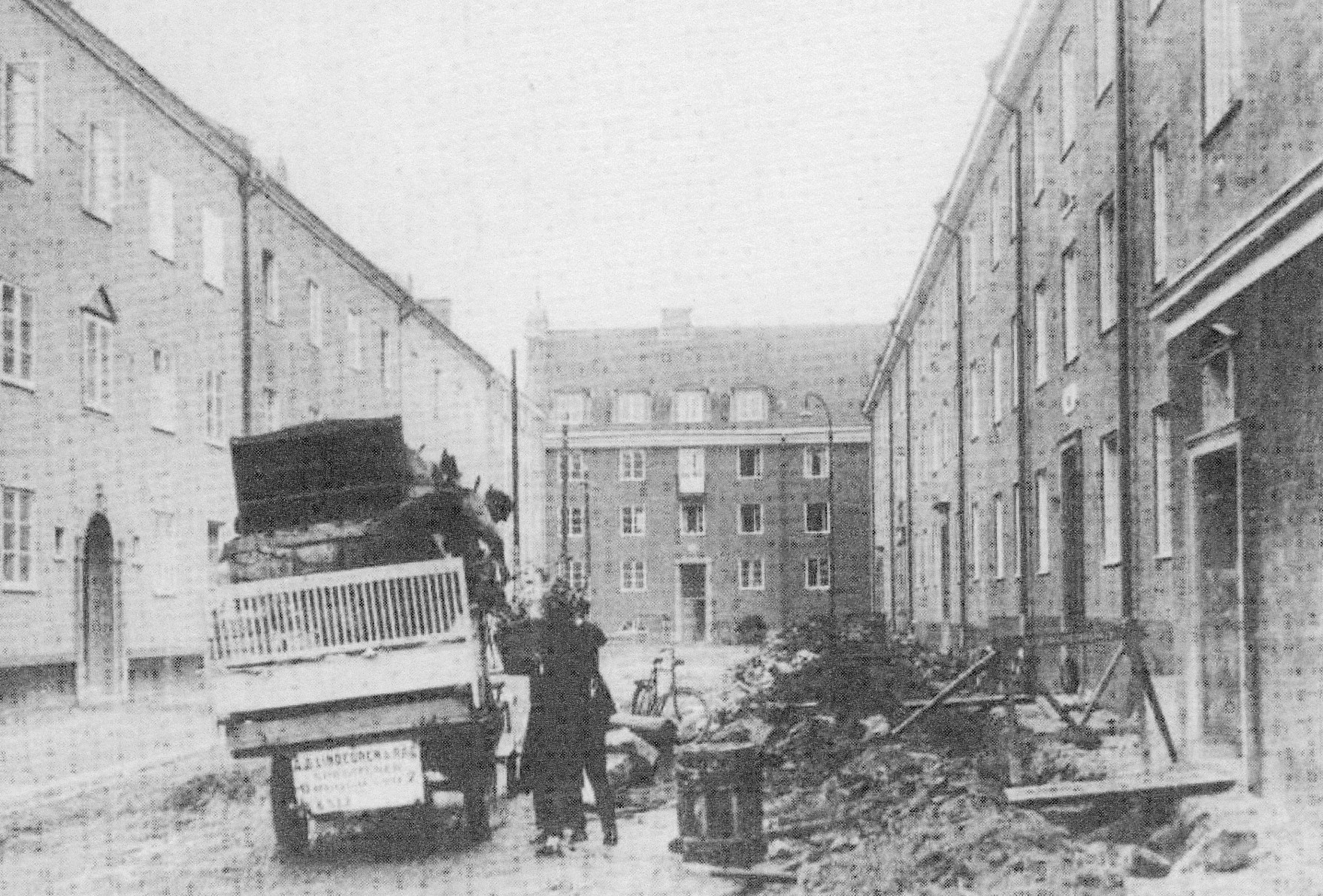
Inflyttning på Falugatan 1925
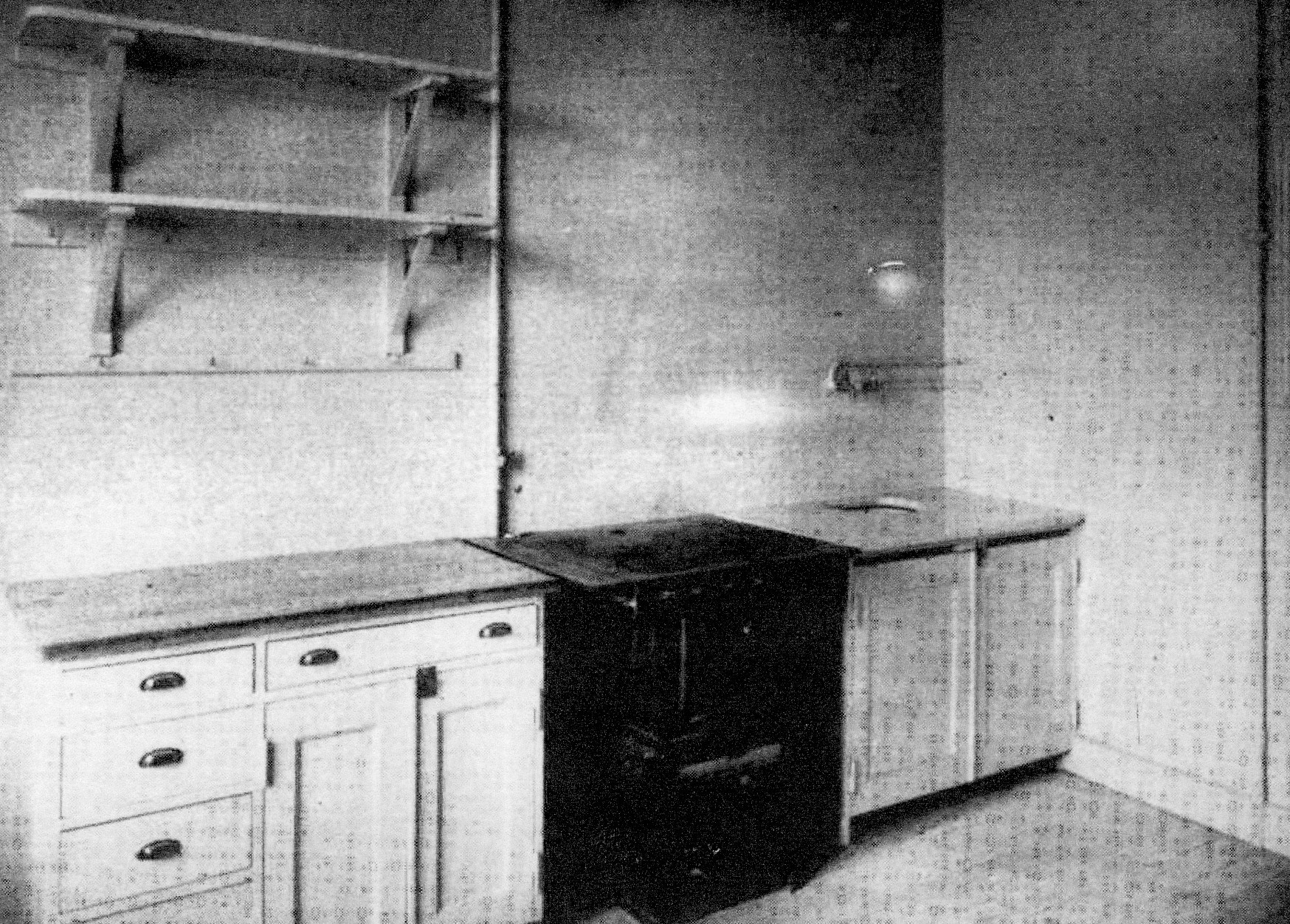
Köksinredning modell 1925

I Röda bergen fick bostadskooperationen sitt första fotfäste genom den första mera samlade bebyggelsen av HSB-hus.  Under kort tid bildades fem lokala bostadsrättsföreningar. Bostäderna planerades och ritades av arkitekt Sven Wallander, verkställande direktör i HSB och chef för dess arkitektkontor. Till sin hjälp hade han medarbetarna John Edoff, Nils Lindberg och Anders Löfgren. Röda bergens arkitektur var inspirerad av svensk 1700-talsbarock och empir. Byggnadsarbetena på platsen utfördes av Fackföreningarnas Byggnadsproduktion (senare kallad BPA). 
Lägenheterna inreddes så modernt som möjligt även om husen därigenom blev något dyrare. Alla lägenheter hade vattentoalett och duschrum, vilket var fortfarande ovanligt. Köken var inredda med fabrikstillverkade standardsnickerier, marmordiskbänk och gasspis, även fönster- och dörrsnickerier var standardiserade. Från början var samtliga HSB-hus försedda med vita eller gröna fönsterluckor i bottenvåningen vilket ytterligare förstärkte intrycket av småstad. Några byggnader har fortfarande kvar sina fönsterluckor.
HSB var tidigt med att förse tvättstugorna med maskinell utrustning. De inreddes med tvättmaskiner, centrifug, varmmangel och ångtork. En av Sveriges första panncentralanläggningar installerades i området som försörjde lägenheterna med centralvärme och varmvatten. Flera av HSB:s fastigheter planerades med butiker i bottenvåningen. Kooperativa förbundet inköpte en lokal i hörnet av Torsgatan/Rödabergsgatan och öppnade en matvarubutik där, affären finns inte kvar längre.
År 1924 uppförde Blomsterfonden i Stockholm sin byggnad i kvarteret Sigyn vid Rödabergsgatan 1. Blomsterfonden hade bildats på initiativ av Alma Hedin, syster till Sven Hedin och dotter till tidigare stadsarkitekten Ludvig Hedin. Stockholms stad ställde villkoren att lägenheterna skulle upplåtas till behövande personer och mot hyror som understeg de allmänt gällande.
Två bostadshus, ritade av arkitekt Cyrillus Johansson uppfördes 1930-1931 i kvarteret Urnan 31-32 (hörnhuset Karlbergsvägen/Norrbackagatan) och 1936 tillkom en enstaka bostadsrättsfastighet i kvarteret Urnan, därmed var hela Rödabergsområdet bebyggt.

## Röda Bergen idag

### Nutida bilder

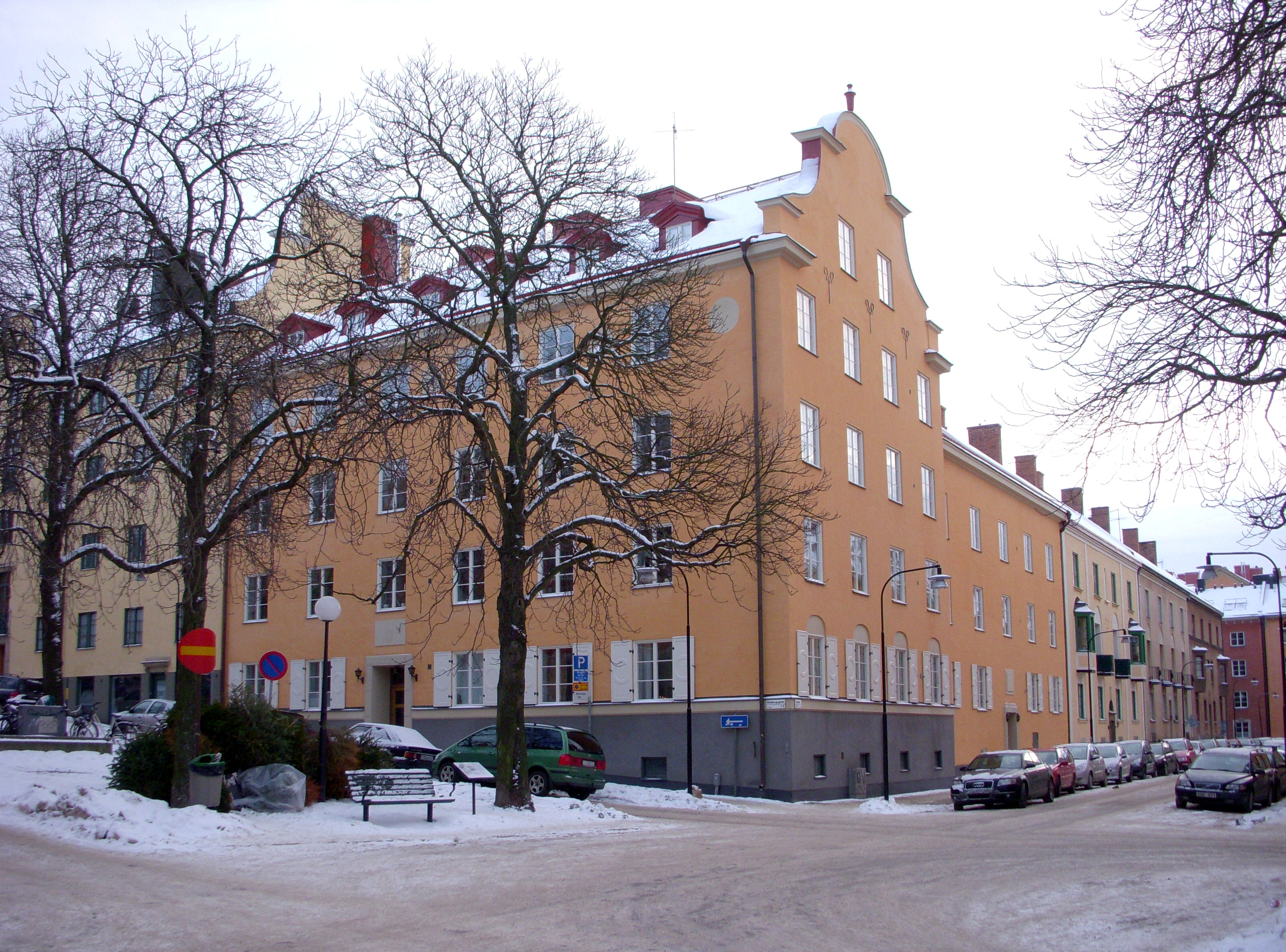
Hörn Rödbergsgatan/Falugatan
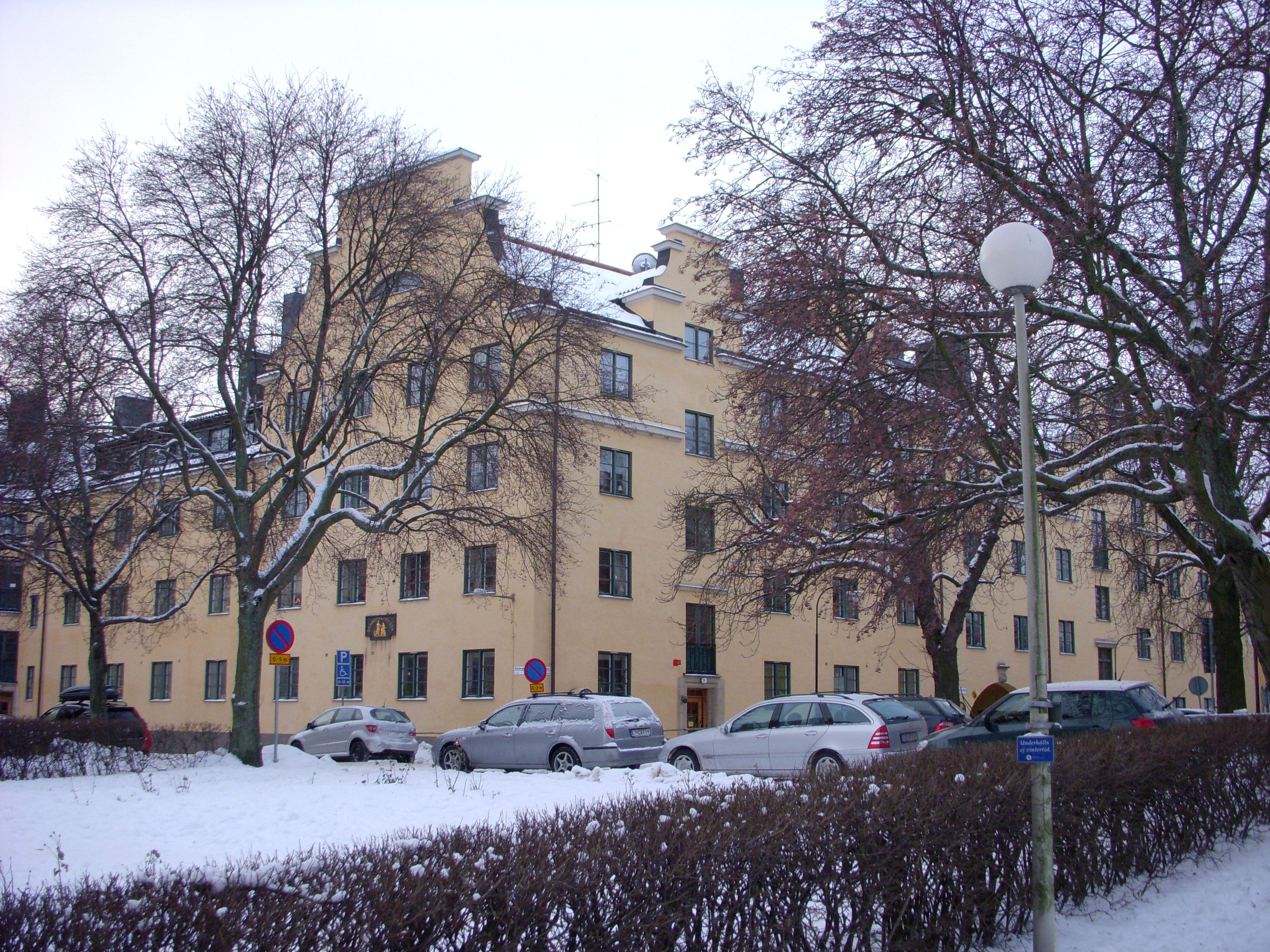
Blomsterfondens hus
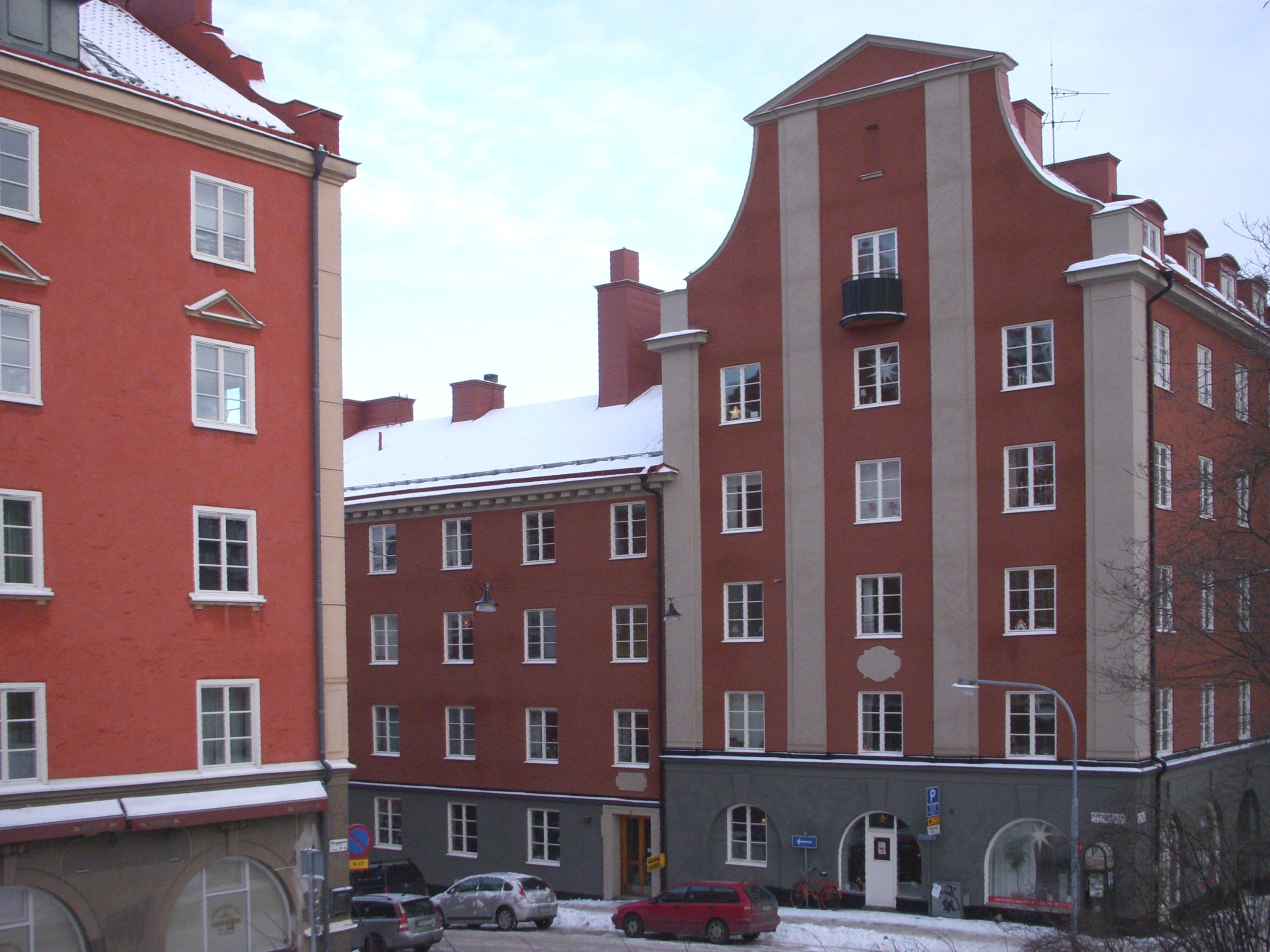
Gavelbyggnad mot Solvändan
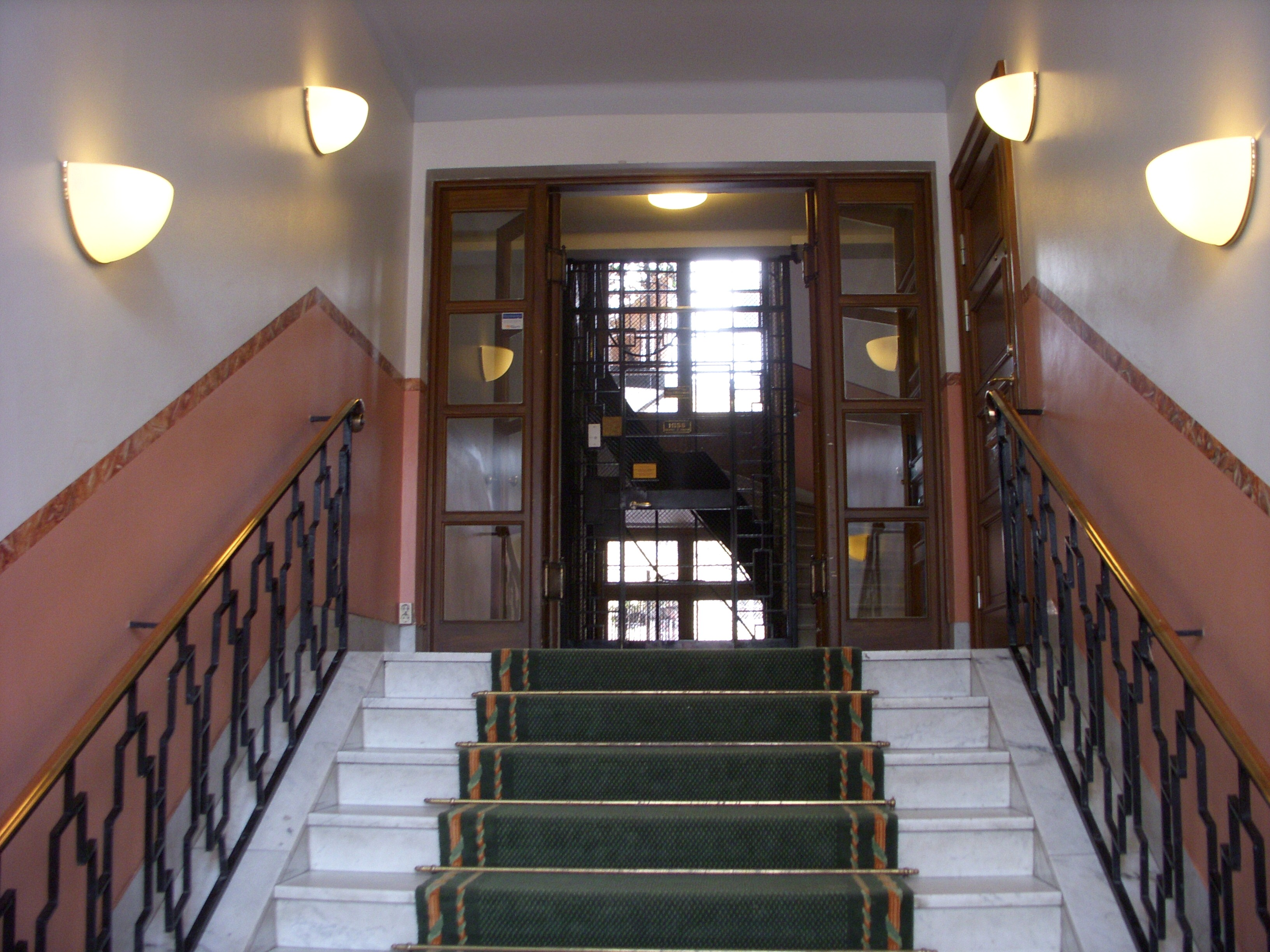
Trappuppgång Kadettgatan 1

Röda berget har betecknats som en grönskande småstadsidyll, som upplevs av invånarna och besökare som en mycket tilltalande bostadsmiljö. Stadsbilden präglas av mjukt svängda gator och klassiska gavelpartier. Fasadernas färgsättning är kraftig och motsvarar i stort den ursprungliga. Mellan Solvändans lekpark och Rödabergsbrinken går ett parkstråk med kastanjer (det var 32 stycken när de planterades).
Röda berget är idag ett mycket välbevarat område som återspeglar 1920-tals stadsplaneidéer. Dessa idéer går tillbaka till slutet av 1800-talet då nya impulser kom från Europa, där den österrikiske arkitekten Camillo Sitte formulerade ett mera humanistiskt inspirerat stadsplaneringstänkande.